# Francouzská heraldika

Znak Francie

Francouzská heraldika je heraldika používaná na území Francie.

## Historie

Erb bratra Ludvíka IX Karla z Anjou

Francouzská heraldika vznikla začátkem 12. století. Ovšem nešlechtici mohli získat svolení od krále, aby směli používat znak, takže mohl mít teoreticky svůj znak každý, až na potomky odsouzenců. V 16. století se přilba stala výsadou šlechty, ale někteří měšťané ji používali i nadále.

## Úpadek heraldiky
Jedním z důvodů úpadku heraldiky ve Francii bylo nařízení krále Ludvíka XIV. z roku 1696, podle něhož byl každý, kdo chtěl mít znak, povinen si jej zaregistrovat. Na první pohled se zdá, že Ludvík XIV. chtěl v heraldice zařídit pořádek. Ve skutečnosti však chtěl král získat co nejvíce peněz na svá válečná tažení, protože cena registrace byla stanovena velmi vysoko. Královští komisaři, aby získali co nejvíce peněz, registrovali nejen existující šlechtice, ale dokonce vnucovali heraldické znaky nátlakem majetným osobám. Výsledkem byl obrovský seznam, čítající kolem 110 tisíců znaků (Armorial Général), z nichž jsou kolem 90 % znaky nešlechticů a dvě třetiny z nich vznikly teprve díky tomuto nařízení.
V roce 1760 zakázal Ludvík XV. používání znaků nešlechticům. Toto nařízení však nebylo nikdy plně uskutečněno a pařížský parlament je nepřijal.
Dne 23. června 1790 byl Ludvík XVI. donucen potvrdit dekret, kterým byla navždy zrušena dědičná šlechta a bylo zakázáno používat znaky, které byly prohlášeny za symboly starého režimu (ancien régime). Dne 20. dubna 1791 bylo vydáno nařízení, podle kterého měly do dvou měsíců zmizet z francouzské půdy všechny znaky. Nařízení opět nebylo zdaleka plně realizováno, takže mnoho krásných francouzských znaků zůstalo ve Francii zachováno.

## Napoleonská heraldika
V letech 1804–1814 se Napoleon Bonaparte pokusil o vytvoření nové šlechty a ojedinělého heraldického systému. Když Napoleon nastoupil na francouzský trůn, nepřevzal znak své rodiny, ale užíval znak orla s blesky ve spárech. Tento symbol byl odvozen od symbolů Římských legií.
Napoleon obnovil tituly princ, vévoda, hrabě, baron a rytíř. Lilie z francouzských znaků zmizely a nahradily je Napoleonovy včely. Většinou převládaly ve znacích meče, šavle, kanóny, granáty, pyramidy, mosty apod. Z heraldiky zmizely přilby, klenoty, štítonoši a hesla.
V Napoleonově heraldice se hojně vyskytují obecné figury.

## Občanská heraldika
Její první použití je doloženo roku 1369. Tento znak je i první doložený znak použitý sedlákem. Je jím znak Jacquiera le Brebieta s mluvícím znamením tří ovcí (brebis, tj. ovce), které drží děvče.

## Městská heraldika
Městská heraldika ve Francii je velmi jednoduchá, ale přitom i výrazná. Městské znaky (ale i pečetě) se ve Francii objevují již na začátku 13. století. Už i většina těchto znaků měla přilbu a přikryvadla. Takzvaným dobrým a věrným městům se do hlavy štítu přidávaly tři zlaté lilie nebo je posetá lilemi. Města někdy mají štítonoše, přilba s klenotem většinou chybí, hradební koruna je obsažená skoro vždy a motto je přítomno skoro vždy.